# ابوطاهر خاتونی
حسین بن حیدر بن حسین ابوطاهر خاتونی مشهور به ابوطاهر خاتونی شاعر، نویسنده و کاتب دوران ملکشاه سلجوقی بوده است.

## زندگی‌نامه
ابوطاهر خاتونی ملقب به موفق‌الدین، موفق‌الدوله یا موفق‌الدوله کمال از بزرگان دولت سلجوقی بوده‌است. سبب شهرت او به خاتونی، ظاهراً از آن رو است که چندی متصدی امور گوهر خاتون، همسر محمدبن ملکشاه سلجوقی بوده است.
در شهر ساوه کتابخانه‌ای بزرگ به ابوطاهر منسوب بوده و وی کتابخانهٔ ارزشمند خود را وقف مسجد جامع ساوه کرده است. این کتابخانه معتبر احتمالاً در حملهٔ مغولان از میان رفته‌است و بر این اساس وی را از اهالی ساوه می‌شناسند.

## اساتید
ابوطاهر نزد بزرگانی مانند ابومظفر، محمد ابیوردی و ناصح‌الدین ارجانی کسب علم نمود. ادیبان و شاعران آن روزگار وی را ستایش کرده‌اند و او را با عنوان استادالموفق یاد کرده‌اند.

## آثار
- مناقب الشعراء: در احوال شاعران پارسی‌گوی
- تاریخ آل‌سلجوق: ذکر احوال سلاطین و امراء سلجوقیان
- شکارنامهٔ ملکشاه
- تنزیر الوزیر الزیر الخنزیر

## نمونه اشعار
| نه یاری که روزی وفایی نماید  |  | نه صبری که با هیچ سختی برآید |
| نه چشمی که روی هدایت بیند    |  | نه عقلی که راه هدایت نماید   |
| نه مردی که با هیچ دردی بسازد |  | نه جهدی که با هیچ عهدی بپاید |
| نه نجمی که سعدی بود زو توقع  |  | نه نحسی که کاری از و برگشاید |
| چو مفهوم شد مرد را زین معانی |  | سزد گر به کوی قناعت گراید    |
| نگوید، نجوید، نبیند، نبوید   |  | نخواهد، نرنجد، نکاهد، نزاید  |